# Париж двадцятого століття
«Париж двадцятого століття» (фр. Paris au XXe siècle) — роман французького письменника Жуля Верна з циклу «Незвичайні подорожі». Написаний у незвичайному для письменника жанрі антиутопії в 1860-х роках. Був відхилений видавцем і не публікувався до 1994 року.
Головний герой — юнак, якого звати Мішель. Він має творчі здібності, однак ніде не може знайти собі заняття до душі, адже техніка у світі майбутнього перемогла красу.

## Публікація
Точна дата написання роману невідома. Можливо, він був написаний у 1863 році, після успішного для письменника дебюту — «П'ять тижнів на повітряній кулі», однак не був прийнятий видавцем. Тривалий час він вважався втраченим.
П'єр-Жуль Етцель, видавець творів Верна, вважав, що «Париж у XX столітті» незахопливий, передбачення непереконливі, а конфлікт головного героя з техногенним Парижем надуманий. Так, він зазначав, що Мішель міг би одночасно бути і робітником, і поетом. На думку Етцеля, публікація роману завдала б удару по репутації щойно прославленого «П'ятьма тижнями на повітряній кулі» письменника.
Після цього автор поклав книгу «до шухляди» і не публікував її. Надалі він уникав написання творів з футуристичними сюжетами. Роман вийшов друком тільки в 1994 році, після того, як праправнук Жуля Верна знайшов рукопис у сейфі в 1989 році.
Перший офіційний переклад українською вийшов 2018 року у видавництві Жупанського, перекладач — Марія Абрамова.

## Сюжет
Книга розповідає про антиутопічний Париж 1960-х років. Місто наповнене багатоповерховими будівлями, райони Парижа сполучаються метро та пневмопотягами. Вулиці повсюдно освітлені електричними лампами, по дорогах їздять «екіпажі» з двигунами внутрішнього згоряння.
13 серпня 1960-го Генеральна компанія Освітнього кредиту вручає нагороди. Генеральна компанія володіє численними освітніми закладами, навчання в яких механізовне. Там викладають математику, фізику, астрономію, фінанси, але література, мовознавство геть занедбані — підручники вже багато років лежать нікому непотрібні на полицях. Молодий хлопець, 16-ирічний сирота Мішель Дюфренуа, отримує рідкісну, проте нікому непотрібну нагороду — за віршотворчість латинською мовою. Мішель звертається за фінансовою допомогою до свого дядька, банкіра Станісласа Бутардена.
Дядько виявляється суворо раціональною людиною, все його житло наповнене механізмами, а сам він робить тільки «потрібні» вчинки. Його дружина, Атенаїс Дюфренуа — понура негарна бухгалтерка. Їхній син Атаназ починає кар'єру банкіра, він безсердечний та зверхній до підлеглих, водночас вразливий до чужих слів, вбачаючи в будь-якому гуморі образу. Проте батько в захваті від Атаназа та очікує, що в нього буде велике майбутнє. Станіслас приймає Мішеля та сподівається, що той не перейняв «злоякісних» схильностей свого батька-художника, і пропонує роботу в банку.
Засмучений холодним прийомом Мішель відвідує Дім Книги П'яти Частин Світу — кногозбірню, працівники якої не знають що за книги в них зберігаються. Мішель запитує про книги Віктора Гюго, Бальзака, де Мюссе, Ламартина. Проте їхні твори забуті. Популярними є книги з назвами на кшталт «Електричні гармонії» чи «Роздуми про кисень». Старий бібліотекар Югенген впізнає Мішеля, це виявляється його родич. Він каже, що «література мертва».
Прийшовши наступного ранку до банку, Мішель знайомиться з телеграфом і фототелеграфом, за допомогою яких здійснюються фінансові угоди. Юнак починає монотонну роботу біля рахувальної машини, яка огидна йому. Станіслас невдоволений його працею. На додаток до цього Мішель випадково потрапляє в автоматичну пастку, що захищає касу банку від злодіїв.
Мішель отримує іншу роботу — він безперестанку диктує текст, який записує бухгалтер Кенсоннас. Потай від усіх Кенсоннас займається музикою, про що зізнається Мішелю. Він знайомить Мішеля зі своїм другом Жаком. Трійця розмовляє про стан сучасної музики та винаходи в музичних інструментах, як-от фортепіано-ліжко-комод-туалет.
Блукаючи Парижем, Мішель іде в паризький порт, сполучений каналом з морем, відвідує театр з дивовижними механізованими декораціями, але скрізь почувається чужим. Він навідується до свого вчителя риторики Рішло та знайомиться з його онукою, мадемуазель Люсі. Вона надихає його написати збірку віршів. Але їх ніде не бачать сенсу видавати, бо це неприбутково. Розчарований Мішель все рідше відвідує Рішло.
Зима 1961—1962 років виявляється дуже морозною. Вся Європа потерпає від холодів, настає масовий голод. Мішель витрачає майже всі свої гроші на бідняцький хліб, зроблений з вугілля. Останні монети він втрачає на букет квітів для Люсі. Та прийшовши в дім Рішло, юнак виявляє, що житло конфісковано. Розшукати Рішло та Люсі виявляється непосильним заняттям, адже місто наповнене тисячами зголоднілих. Мішель іде до собору Паризької Богоматері, освітленого електрикою. Повсюдна електрика здається йому відразливою, неприродною. Йому ввижається переслідування «демоном електрики».
Мішель заходить на кладовище для заможних парижан. Поглянувши звідти на затягнутий димом заводів Париж, Мішель падає на сніг і замерзає на смерть.